# 畅观楼事件
畅观楼事件，本是1961年12月中共北京市委为中共中央书记处进行的查阅文件工作，文革期间被指为“畅观楼反革命事件”。

## 背景
畅观楼位于北京动物园内，原先隶属中共北京市委。1950年代末至1960年代初，在三面红旗（总路线、大跃进、人民公社化）引导下，形成了三年困难时期。1960年12月24日到1961年1月13日，中共中央在北京举行工作会议，讨论1961年国民经济计划，并总结各地整风整社试点工作的经验，会上毛泽东号召全党“大兴调查研究之风”。1961年1月中旬，中共八届九中全会在北京召开，通过了“调整、巩固、充实、提高”的国民经济八字方针，会上毛泽东再次强调实事求是、调查研究。
1961年5月、6月间，中央工作会议在北京举行，会上毛泽东指出，“社会主义谁也没有干过，没有先学会社会主义的具体政策而后搞社会主义的。我们搞了十一年社会主义，现在要总结经验。”1961年8月23日到9月16日，中央工作会议（即第二次庐山会议）在庐山举行，讨论了工业、粮食、财贸、教育等等方面的问题。会议第一天，毛泽东说“对社会主义，我们有些了解，但不甚了了”，“搞社会主义，我们没有一套，没有把握”。会议期间，毛泽东和人谈话时多次提到要大搞调查研究。会上邓小平作为主持中共中央书记处工作的总书记也表示中共中央书记处要负主要责任。
1961年11月16日，中共中央发出通知称，准备举行扩大的中央工作会议（即七千人大会）。

## 经过
根据这份中共中央通知的精神，为准备七千人大会，总结自1958年以来中央方针政策的经验教训，中共中央书记处委托中共中央政治局委员、中共中央书记处书记兼中共北京市委书记彭真，在北京组织一个班子负责查阅自1958年以来中共中央书记处批发的中央部委上报的文件。
1961年12月，中共北京市委副秘书长、办公厅主任项子明在畅观楼召集中共北京市委一些部门的负责人开会，要求他们查阅自1958年以来中共中央书记处批发给北京市的由中央部委上报的文件，及少量中共北京市委转发区、县的文件。根据此次会议通知，北京市机关各口都派领导参加。参加者除了项子明以外，还有中共北京市委工业基建委员会主任宋汝棼、北京市农业办公室主任常浦、中共北京市委文化部副部长韦明、中共北京市委大学部副部长宋硕、中共北京市委工业部副部长陆禹、北京市计划委员会副主任万一等人。
会上项子明说，此事是由中共中央书记处交办，做法是摘录文件中各自认为有问题的段落，汇总后上交中共中央书记处。此后，各口参加该工作的人采取“随叫随到”的办法，轮流被叫到才来畅观楼，阅读并摘录指定文件，作一个正式发言发表自己对文件的看法后，就回本单位。在非正式和正式发言及做摘录时，参加者都很谨慎，主要根据中央纠正“五风”的精神，对中央报告中的浮夸和高指标发表看法，并摘录其中段落。参加者提出过一些批评，例如说谭震林给地方压指标并称北京市是“锅底”（指标过低），说新华社乱放“卫星”，但这些批评并不尖锐，对中共中央和毛泽东更未提出任何看法。
畅观楼会议正式会期为九天。中共北京市委政策研究室人员对非正式和正式的发言都做了记录。正式会议结束后，工作人员又用十多天时间对摘录的文件加以汇总。汇总后，中共北京市委写了份报告交中共中央书记处，同时也将报告发给中共北京市委各有关部门一份。该报告分为农业、工业、基建、财税、城市人民公社、教育这6个方面，共列出29项110余条，将近2万字，概括了各位参与者的发言及摘录的文件。该报告为七千人大会的准备发挥了一定作用。

## 冤案
1966年文化大革命爆发，彭真被打倒，以彭真为首的原中共北京市委被解散。1967年，“畅观楼事件”成为以彭真为首的原中共北京市委的十大罪状之一。《北京日报》及各种红卫兵小报、大字报纷纷揭发该事件为“反革命阴谋活动”。1967年春，在畅观楼举办了揭露“畅观楼反革命事件”的展览，会议桌上摆放有“黑帮”（即当时的参与者）的名牌，并展出了“黑帮”的漫画像。
1967年4月，受中央文革支持的首都红卫兵组织散发了一份《畅观楼反革命事件》揭发材料，其中称：1967年11月，在刘少奇、邓小平庇护下，经彭真授意，刘仁等人指挥中共北京市委各部委的“反革命修正主义分子”在西郊公园畅观楼“审查”中央发到县级以上的文件及毛主席的党内讲话和批示，目的是收集反党材料，企图在1962年1月七千人大会上配合“刘、邓黑司令部”把毛主席推下台，实现其反革命政变阴谋。
宋汝棼在回忆中认为，当时在揭发批判“畅观楼反革命事件”中，有几方面同事实不符。一是夸大了被查阅的文件的范围。批判者声称畅观楼会议查阅的是“中央发至县级以上的文件和毛主席的党内讲话、批示”。二是捏造参与者攻击毛泽东、攻击“三面红旗”的言论，声称畅观楼会议的参与者攻击“毛主席和党中央犯了路线错误”，“历史上凡是犯了路线错误，都不能自己纠正”，攻击“总路线”违反经济规律，攻击“大跃进”是万马折腾，攻击人民公社办早了。三是捏造“畅观楼事件”是秘密进行的。
1979年2月17日，中共中央发出为彭真平反的通知，其中指出：“畅观楼反革命事件”等强加给彭真的不实之词均予以彻底推翻。